# (18106) Blume
(18106) Blume (2000 NX3) – planetoida z grupy Amora okrążająca Słońce w ciągu 3,82 lat w średniej odległości 2,44 j.a. Odkryta 4 lipca 2000 roku.